# 霍罗德尼亚市镇
霍罗德尼亚市级市镇（烏克蘭語：Городнянська міська громада）是乌克兰切爾尼希夫州切爾尼希夫區的一个市镇，行政中心为霍羅德尼亞。市镇面积为768.97平方公里，2018年人口数量为18,910人。该市镇设立于2017年9月4日。

## 居民点
该市镇包括一个城市（霍羅德尼亞）、56个村庄和4个乡村居民点。